# Деревянко, Юрий Джанович
Юрий Джанович Деревянко (1960—2012) — советский и российский учёный, банкир, политик, промышленник

## Биография
Родился в Ленинграде в 1960 году. Окончил Ленинградский финансово-экономический институт им. Н. А. Вознесенского в 1982 г.;
в 1989 — Вермонтский университет, Бизнес-школу (США);
а в 1992 — Международную школу банкиров в Брюсселе.
Был одним из организаторов Ленинградского центра НТТМ (научно-технического творчества молодежи «Астрон» при Исполкоме райсовета Выборгского района.
1994—1998 — генеральный директор АО «Издательский дом „Смена“». С февраля 1998 г. Юрий Джанович Деревянко выбран Председателем Совета директоров АО «Издательский дом „Смена“».
Ю. Д. Деревянко один из организаторов коммерческого банка «Астробанк» в 1990 г. В течение ряда лет Деревянко Ю. Д. являлся вице-президентом банка. С марта 1995 г. стал президентом банка.
В 1990—1993 гг. Юрий Джанович избирался депутатом Ленинградского (Санкт-Петербургского) городского Совета, где работал членом постоянной комиссии по экономической реформе.
В этот период Ю. Д. Деревянко принимал активное участие в разработке и реализации нормативных документов, связанных с реорганизацией банковской деятельности в городе. Он, в составе творческой группы, разработал программу «Северные ворота», основные положения которой были учтены городским правительством при разработке плана социально-экономического развития региона.
С 1994 по 1996 гг. был членом политсовета Санкт-Петербургской региональной организации партии «Демократический выбор России».
Юрий Джанович Деревянко вместе с партнёром и единомышленником политиком, банкиром и меценатом Кириллом Владимировичем Смирновым был инициатором создания Международного Банковского Института
Юрий Джанович принимал непосредственное участие в формировании профессорско-преподавательского
состава института и планировании стратегии его развития.
Кроме того, Юрий Джанович приложил большие усилия для разработки методической образовательной базы МБИ и электронной библиотеки.
С 2000 по 2005 год Ю. Д. Деревянко работал в МБИ в должности директора Центра привлечения инвестиций.
С целью повышения квалификации прошёл курс обучения в Лондонской и Брюссельской школах бизнеса.
В марте 2005 года, после смерти первого ректора Вениаминова Виктора Николаевича, Юрий Джанович Деревянко избран ректором Международного банковского института.
В сентябре 2005 года избран президентом Ассоциации негосударственных высших образовательных учреждений Северо-Западного Федерального округа.
В июле 2007 года был избран членом Королевского института обеспечения качества (Chartered Quality Institute, CQI) Лондон, Великобритания).
В 2007 году баллотировался на выборах депутатов Законодательного Собрания Санкт-Петербурга четвёртого созыва
Являлся членом Президиума Совета ректоров вузов Санкт-Петербурга и членом Президиума Санкт-Петербургского отделения Международной академии наук высшей школы.
В его планах было строительство нового здания МБИ, проектом и поиском инвестиций для которого он активно занимался.
Им был организован и построен «Завод акустических конструкций», производящий шумозащитные экраны.
Умер в Санкт-Петербурге. Некролог

## Научная деятельность
Написал и защитил кандидатскую диссертацию на тему: «Оценка конкурентоспособности учреждения высшего профессионального образования в системе стратегического менеджмента»
Получил звание кандидата экономических наук.